# Semanotus undatus
Semanotus undatus је врста инсекта из реда тврдокрилаца (Coleoptera) и породице стрижибуба. Сврстана је у потпородицу Cerambycinae.

## Распрострањеност
Врста је распрострањена на подручју Европе. У Србији је ретка врста, до сада је зебележена на подручју Златибора, налаз датира из 1950. године.

## Опис
Основна боја тела је црна или тамнобраон, а ноге су обично светлије. Елитрони имају карактеристичне попречне штрафте. Антене су кратке до средње дужине. Дужина тела је од 7 до 14 mm.

## Биологија
Животни циклус траје две године. Ларве се развијају у скоро угинулим стаблима четинара. Адулти су активни од маја до августа. Као домаћин јавља се првенстевно смрча, али и јела и бор.

## Статус заштите
Semanotus undatus се налази на Европској црвеној листи сапроксилних тврдокрилаца.

## Синоними
- Cerambyx undatus Linnaeus, 1758
- Callidium undatum (Linnaeus, 1758)
- Cerambyx (Leptura) sulphuratus Voet, 1778 (unavailable name)